# Bacău (distrikt)
Bacău er et distrikt i Moldavien i Rumænien med 706.623 (2002) indbyggere. Hovedstad er byen Bacău.

## Byer
- Bacău
- Oneşti
- Moineşti
- Comăneşti
- Buhuşi
- Dărmăneşti
- Târgu Ocna
- Slănic Moldova

## Kommuner
| - Agăş - Ardeoani - Asău - Balcani - Bereşti-Bistriţa - Bereşti-Tazlău - Berzunţi - Bârsăneşti - Blăgeşti - Bogdăneşti - Brusturoasa - Buhoci - Caşin - Căiuţi | - Cleja - Coloneşti - Corbasca - Coţofăneşti - Dămieneşti - Dealu Morii - Dofteana - Faraoani - Filipeni - Filipeşti - Găiceana - Ghimeş-Făget - Gârleni - Glăvăneşti | - Gura Văii - Helegiu - Hemeiuş - Huruieşti - Horgeşti - Izvoru Berheciului - Letea Veche - Lipova - Livezi - Luizi-Călugăra - Măgireşti - Măgura - Mănăstirea Caşin - Mărgineni | - Motoşeni - Negri - Nicolae Bălcescu - Oituz - Onceşti - Orbeni - Palanca - Parava - Pânceşti - Parincea - Pârgăreşti - Pârjol - Plopana - Podu Turcului | - Poduri - Racova - Răcăciuni - Răchitoasa - Roşiori - Sascut - Sănduleni - Săuceşti - Scorţeni - Secuieni - Solonţ - Stănişeşti - Strugari - Ştefan cel Mare | - Tamaşi - Tătărăşti - Târgu Trotuş - Traian - Ungureni - Urecheşti - Valea Seacă - Vultureni - Zemeş |

## Demografi
46°25′N 26°47′Ø / 46.42°N 26.78°Ø